# Coefficiente di selezione
In genetica delle popolazioni, il coefficiente di selezione è la deviazione della fitness che misura l'intensità della selezione naturale che agisce sui genotipi nella popolazione. Si indica spesso con la lettera s.